# Konstancin-Jeziorna
Konstancin-Jeziorna är en stad i Masoviens vojvodskap, 20 km från Warszawa i Polen. Staden har 16 435 invånare (2004). Den grundades 1969 genom att Konstancin och Jeziorna slogs ihop, tillsammans med en rad mindre byar. 

## Vänorter
- Leidschendam-Voorburg
- Saint-Germain-en-Laye
- Naujoji Vilnia, Vilnius
- Pisogne
- Hranice (Hranice na Moravě)
- Kremenets (Кременець)
- Denzlingen

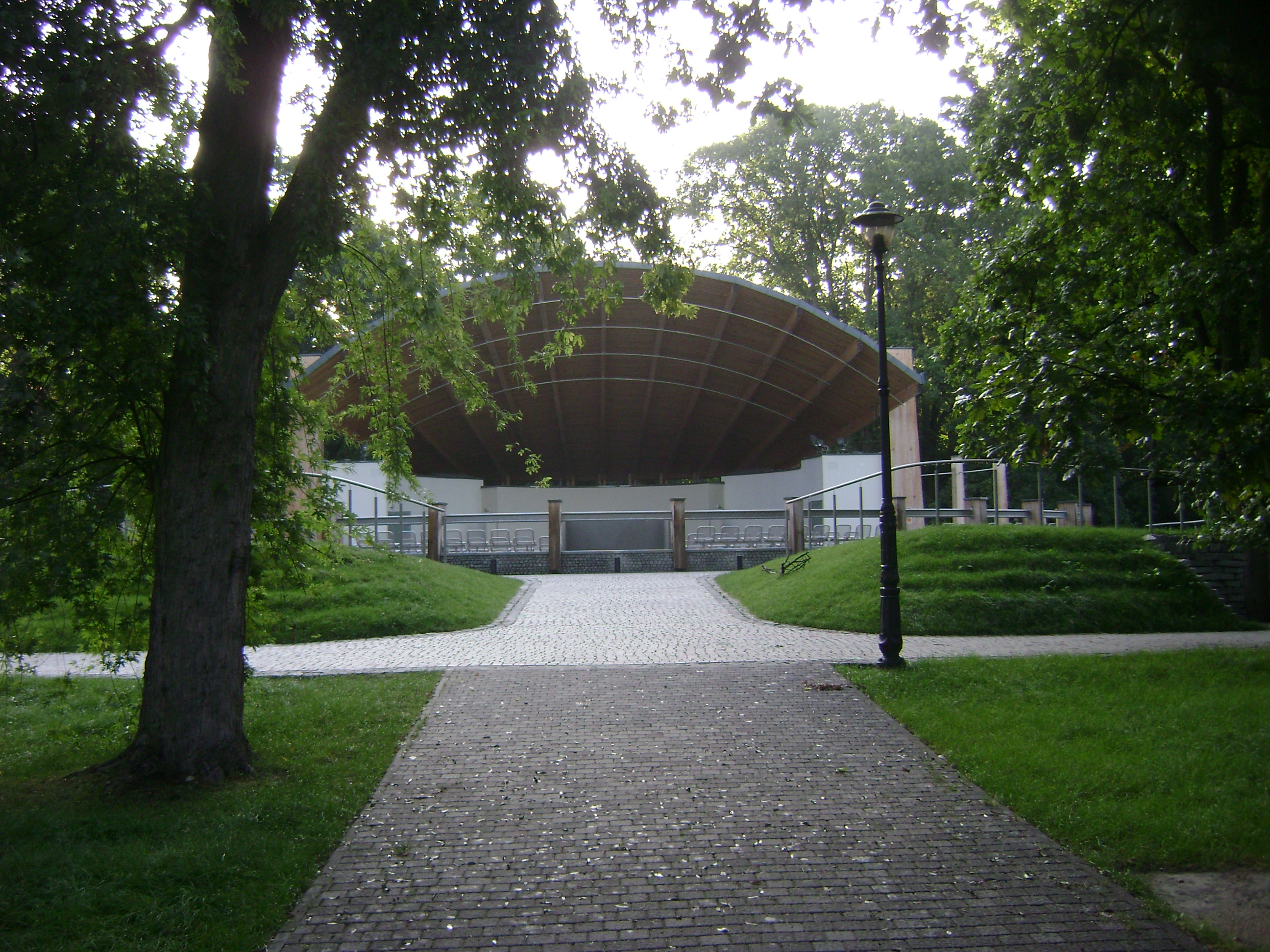
Badhusparken
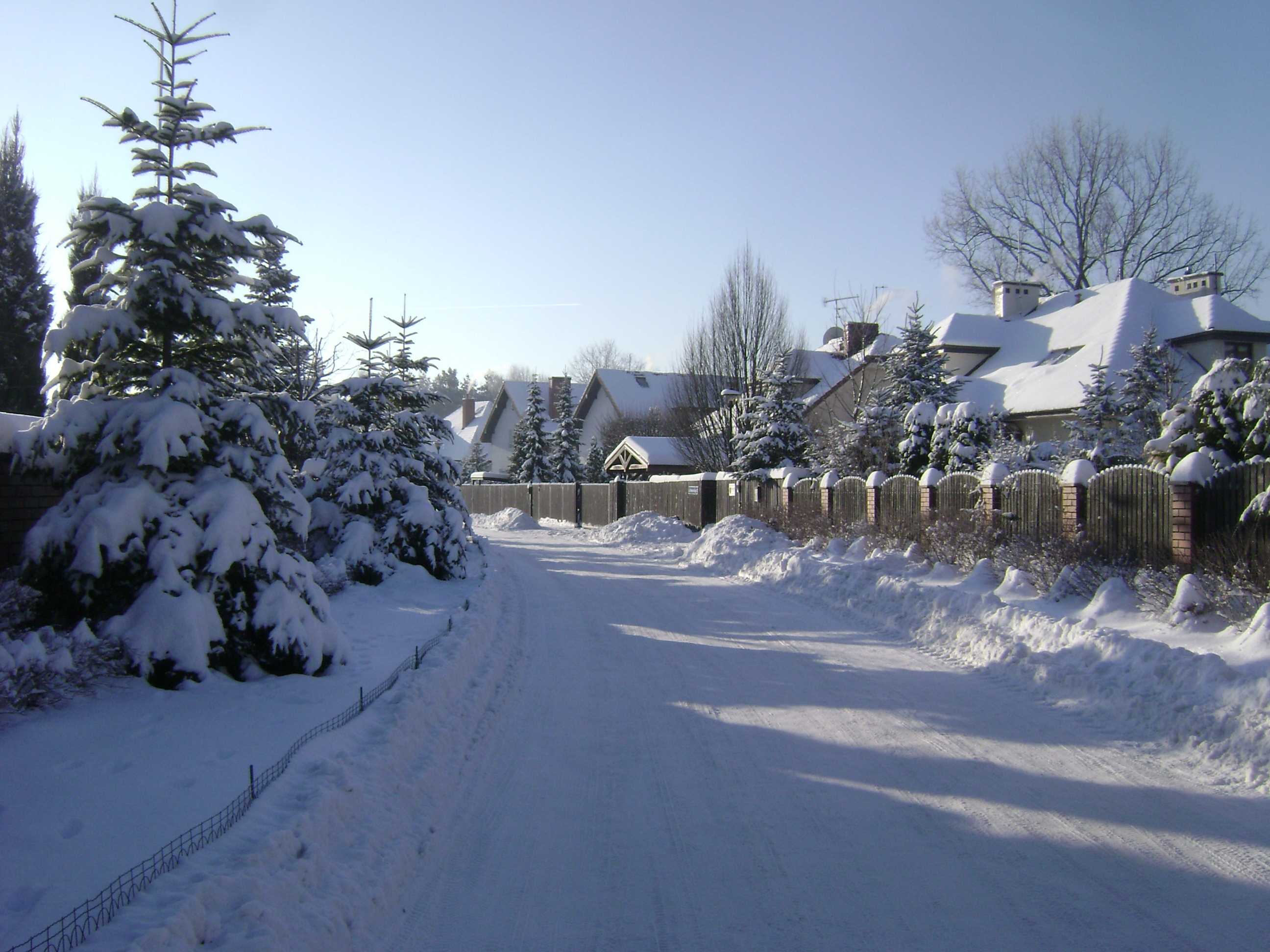
Bostadsområdet "Elsam"
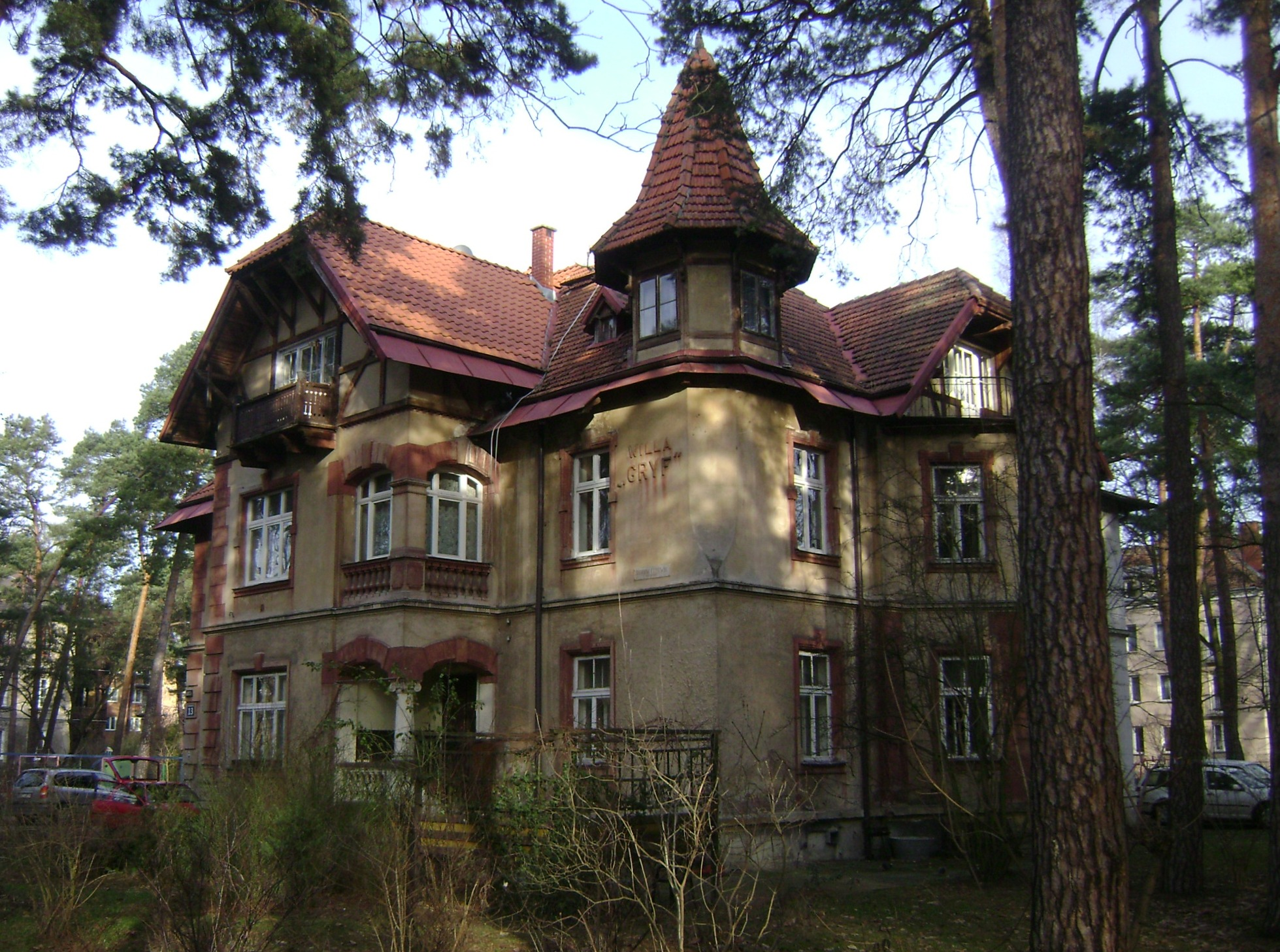
Villa "Gryf"